# Lando Fiorini
Lando Fiorini, nome d'arte di Leopoldo Fiorini (Roma, 27 gennaio 1938 – Roma, 9 dicembre 2017), è stato un attore, cantante e cabarettista italiano.

## Biografia
Lando Fiorini nasce a Roma, da una modesta famiglia del rione Trastevere. Ultimo di otto figli, i genitori lo affidano alle cure di una famiglia modenese, i coniugi Montanari. Così vive per circa due anni a Disvetro di Cavezzo, in provincia di Modena. Gli anni della sua infanzia sono segnati dalla prematura morte della madre, che viene a mancare quando Fiorini ha 14 anni.
Tornato a Roma, fa diversi lavori: il barbiere, il riparatore di biciclette e il facchino ai Mercati generali di via Ostiense dove lavorava il padre. Nella sua città non perde occasione per intonare canzoni, spinto più che altro dal suo amico Amedeo Silvestri, un cassiere della ditta D'Acunto-Santini, che lo spingerà a fargli intraprendere i primi provini canori con l'obiettivo di una carriera di cantante.
Debutta dal vivo nell'aprile 1960, esibendosi al "Teatro dei Satiri" di Roma in uno spettacolo organizzato dalla scuola di canto che frequenta insieme ad altri cantanti tra cui un giovane Roberto Castiglione.

## Carriera
Nel 1962 partecipa al Cantagiro e, dopo l'affermazione alla kermesse itinerante, si presenta a Pietro Garinei e partecipa alla commedia musicale Rugantino, firmata Garinei e Giovannini, interpretando il ruolo del cantastorie e del popolano romano che canta la canzone Ciumachella de Trastevere. Nel frattempo si susseguono apparizioni alla radio e alla TV. Alla radio, per due anni di fila, è l'animatore di l'Arciroma, mentre in televisione partecipa a diversi spettacoli, da Dizionaretto musicale a Il paroliere questo sconosciuto, a Ciao Mamma, per approdare all'edizione del 1966 di Canzonissima. Dopo un'apparizione in TV ad Adesso musica, con Chitarra romana, Lando Fiorini interpreta un film a fianco di Franco Franchi e Ciccio Ingrassia, Storia di fifa e di coltello - Er seguito der Più, parodia di Er più - Storia d'amore e di coltello di Sergio Corbucci con Adriano Celentano, interpretando il ruolo di un cantastorie, Verdicchio.

Lando Fiorini con gli attori Ombretta De Carlo, Raf Luca, Pierfrancesco Poggi, Olimpia Di Nardo durante le prove di un varietà al Teatro Puff negli anni '70

Nel 1972 Fiorini, in compagnia di Toni Ucci, Rod Licary e Ombretta De Carlo, parte alla volta di Torino per registrare la sua prima serie televisiva in quattro puntate: "Ciao, torno subito". Partecipa poi ad altre due trasmissioni televisive: Come quando fuori piove, interpretando la canzone Cento campane, sigla del noto sceneggiato televisivo Il segno del comando, in origine incisa da Nico, e ad Adesso musica. In quest'ultima, oltre a cantare Dammelo un bacetto, racconta degli aneddoti e presenta al pubblico il suo ultimo LP appena uscito Roma, ieri e oggi.
Nel 1973 partecipa a Canzonissima con la canzone Cento campane.
Nel 1974 interpreta in televisione, nello spettacolo Girovacanze, la canzone Er monno, canzone che ha portato in finale a Un disco per l'estate. Prende parte, inoltre, a Canzonissima nel girone folk con la canzone Barcarolo romano, ottenendo il maggior numero di voti (300) della giuria nella storia della trasmissione televisiva, seguita da Pupo biondo e da Ponte mollo. È praticamente scontata la sua vittoria. Poi accade qualcosa e la vittoria gli sfugge. Comunque, come scriveranno anche i giornali, Fiorini è il vincitore morale di Canzonissima.
Nel 1975, torna a Un disco per l'estate con So' stato er primo a fatte dì de sì.
Ha cantato anche per la tv. Nel 1976 conduce insieme a Maria Rosaria Omaggio la trasmissione televisiva Er Lando Furioso. Inoltre scrive il testo della canzone Un sogno di marmo composta da Stelvio Cipriani, tratta dalla miniserie televisiva Il fauno di marmo.
Tifoso della squadra di calcio Roma, nel 1977 compone assieme al cantautore romano Silvano Polidori il brano Forza Roma, trasmesso allo stadio in occasione delle partite casalinghe della squadra dal 1977 fino alla fine degli anni '80.
Conosce poi Erminio Macario e viene da lui scritturato come "attor giovane". Fiorini accetta con entusiasmo e parte alla volta di Milano, dove registra due puntate della trasmissione televisiva Macario più. Partecipa quindi allo spettacolo Una valigia tutta blu con Walter Chiari dove ripropone, con grande successo, Barcarolo romano. Registra poi la sigla musicale dello sceneggiato radiofonico Paolo Pelliccioni, brigante. Negli anni '80 partecipa a numerose trasmissioni radiofoniche della Rai, tra cui "Il guastafeste" e "Musica e parole per un giorno di festa" su testi di Marco Di Tillo.
Nel 1983 scrive e canta "Amore giallorosso", divenuta sigla di una trasmissione televisiva RAI in onore della squadra di calcio Campione d'Italia.
Partecipa al Festival di Sanremo 1994 come membro della Squadra Italia cantando Una vecchia canzone italiana.
Dalla fine degli anni novanta, oltre agli impegni teatrali col Puff, Fiorini divise la sua vita tra incisioni e apparizioni televisive domenicali, soprattutto a Quelli che il calcio, da tifoso della Roma.

### La morte
Malato dal 2003 di mesotelioma, muore a Roma la sera del 9 dicembre 2017 all'età di 79 anni. La camera ardente viene allestita il giorno seguente al Campidoglio nella sala della Protomoteca, mentre l'11 dicembre nella basilica di Santa Maria in Trastevere viene celebrato il funerale, al quale era presente tantissima gente comune, tra cui volti politici, del calcio e dello spettacolo; dopo la cerimonia funebre il feretro è stato tumulato nella cappella di famiglia nel cimitero Monumentale del Verano di Roma.

### Vita privata
Abitava a Roma nel quartiere Monteverde e spesso risiedeva a Canterano dove possedeva un agriturismo per le vacanze estive e amava trascorrere il tempo libero; il 30 agosto 1964 ha sposato Anna Ghezzi dal quale ha avuto due figli Francesco Saverio e Carola.

## Il Puff
Dopo il "Rugantino", arriva l'esperienza del Cabaret. Nel 1968 Fiorini apre nel cuore di Trastevere uno dei primi locali di cabaret della Capitale: Il Puff, conseguendo in ogni stagione il tutto esaurito. Era ubicato dapprima in via dei Salumi e poi fu spostato all'attuale sede in via Giggi Zanazzo.
Nel 2008 lo storico locale compie 40 anni. Per l'occasione Lando e suoi portano in scena La risata fa 40 assieme agli attori Camillo Toscano, Loretta Rossi Stuart e Costanza Noci.

## Discografia
- 1963 - Rugantino
- 1964 - Roma Mia
- 1966 - Passeggiate romane
- 1970 - E questo amore
- 1971 - Bella quanno te fece mamma tua
- 1972 - Roma ieri e oggi
- 1974 - Roma ruffiana
- 1975 - A Roma è sempre primavera
- 1976 - Passa la serenata / Una preghiera per Roma sparita
- 1977 - Co' amore e co' rabbia
- 1977 - Forza Roma
- 1982 - Mozzichi e baci
- 1984 - Souvenir da Roma / Momenti d'amore
- 1985 - Tra i sogni e la vita
- 1986 - Le più belle canzoni romane
- 1991 - E adesso l'amore
- 1993 - Puff…Lando ed altri successi
- 1995 - Una voce… una città
- 1996 - Ci sarà pure un grande amore
- 1998 - Aria de Roma [6]
- 2000 - Roma, un sogno dentro una canzone
- 2001 - Forza Roma
- 2002 - Favole, sonetti di Trilussa e canzoni di Lando Fiorini
- 2002 - Tra la gente
- 2005 - Come se po' spiega' cos'è l'amore - Edizione Platinum
- 2005 - Così è la Vita
- 2007 - 100 Campane 100 Canzoni
- 2010 - Ti presento Roma mia

## Filmografia

### Cinema
- Altissima pressione, regia di Enzo Trapani (1965)
- Storia di fifa e di coltello - Er seguito der Più, regia di Mario Amendola (1972)
- Sing Sing, regia di Sergio Corbucci (1983)

### Televisione
- Pazza famiglia – serie TV, episodi 2x7-2x8 (1996)